# 카타고미움속
카타고니움속(Catagonium)은 털깃털이끼목에 속하는 이끼 속의 하나이다. 카타고니움과(Catagoniaceae)의 유일속이다.

## 하위 종
4종이 알려져 있다.
- C. brevicaudatum
- C. emarginatum
- C. nitens
- C. nitidum